# 中山功太
中山 功太（なかやま こうた、1980年6月24日 - ）は、日本のピン芸人。
吉本興業所属。大阪NSC22期生。『R-1ぐらんぷり2009』優勝者。『歌ネタ王決定戦2015』優勝者。『OKOWA』2代目チャンピオン。バラエティ番組『フリースタイルティーチャー』（テレビ朝日）ではラップバトルも披露。ポエトリーリーディングも得意。

## 来歴
小学2年生の時にテレビで『吉本新喜劇』を見て虜になり、芸人を志す。
2001年7月、4年組んでいたコンビ「7（ナナ）」解散。
2002年2月、ピン芸人として本格的にスタートする。
2003年8月、ダイアン、麒麟、ヘッドライト、笑い飯、レギュラー、千鳥、とろサーモン、天津、アジアン、ミサイルマンらとともにbaseよしもとのリニューアル時に新タレントプロデュース組に所属した。
『M-1グランプリ2004』にネゴシックスとのコンビ「たばこ」として出場し、3回戦敗退。
かつての実家が豪邸だった。間取りは27LDKKK＋トイレ4つ＋風呂2つ、さらにベンツ4台を所有。そのため、2004年から2007年頃、「セレブ芸人」の肩書きで『アメトーーク!』（テレビ朝日）『踊る!さんま御殿!!』（日本テレビ）などに出演した。
2008年4月にbaseよしもとを卒業。
2009年2月、『R-1ぐらんぷり2009』にて2年連続4回目の決勝進出を果たす。決勝戦では大トリで登場し「時報」ネタを披露。最高得点となる683点をマークし、悲願の優勝を遂げる。
R-1優勝時、東京のテレビ局からオファーが入ったが、大阪の帯番組のレギュラーをつとめており、ほぼ断らざるを得なかった。それにより、東京進出へのタイミングが遅れる。
2010年3月4日、帯番組から卒業。同年3月30日の単独ライブをもって大阪を離れ、東京に活動拠点を移す。ルミネtheよしもとなどに出演。
2012年9月、トークライブにて川島明（麒麟）と大喜利対決をし、観客投票の結果、27票対23票で敗北し、芸人引退を宣言。
会社と話し合い、タレントとして再スタートするとして「コウタ・シャイニング」へ改名したが、『アウト×デラックス』(フジテレビ、2013年7月）出演を機に「ピン芸人中山功太」へ戻る。
2015年9月、『歌ネタ王決定戦2015』（毎日放送）で、COWCOWと同点の476点で共に優勝を飾り、3代目歌ネタ王になった。ネタは大泉逸郎の『孫』から着想を得て作った。
2015年頃より数年、健生堂薬局本郷店でアルバイトをしていた。
2019年7月、『しくじり先生 俺みたいになるな!!』（テレビ朝日）に出演。キレのあるコメントの連発とパワーワードが飛び出す授業内容に、各方面から反響を呼んだ。
2020年1月、クラウドファンディングを通じ「365日生放送のお笑い番組を作りたい」という企画に挑戦し達成。自身のYouTubeチャンネルにて放送を開始。同年4月、緊急事態宣言の発令に伴い一時中断、8月より再開。
2024年2月、R-1グランプリに再挑戦した。

## 受賞歴
- 2000年 今宮子供えびすマンザイ新人コンクール 奨励賞（コンビ「7（ナナ）」として）
- 2005年 R-1ぐらんぷり2005 決勝7位
- 2005年 ゲンセキ 月間スペシャル3位 週間ネット投票1位 ゲンセキLIVE7位
披露したネタは「DJモンブラン」シリーズと「商品説明会 (ネズミ講) 」のコント
- 2006年 R-1ぐらんぷり2006 決勝7位[23]
- 2006年 BGO上方笑演芸大賞 イベントタイトル賞
- 2006年 ダイナマイト関西2006 baseよしもと予選準優勝
- 2007年 BGO上方笑演芸大賞 最多打ち合わせ賞・ベストバウト賞
- 2008年 R-1ぐらんぷり2008 決勝4位
- 2008年 ダイナマイト関西2008 ワッハホール予選優勝 決勝大会進出
- 2008年 笑いの超新星 新人賞 決勝「笑いの超新星 FINAL ROUND」進出
- 2009年 R-1ぐらんぷり2009 優勝[24]
- 2009年 BGO上方笑演芸大賞 審査員特別賞
- 2015年 歌ネタ王決定戦2015 優勝
- 2019年 OKOWAチャンピオンシップ2019 優勝
- 2025年 T-1グランプリ2025 優勝

## 人物
- 幼少期に『伝染るんです。』を読んだことがきっかけで、吉田戦車に影響を受け漫画家を目指したこともあったが、画力が上達しなかったため断念した[1]。
- 西澤裕介（ダイアン）と岩部彰（ミサイルマン）とは親友である[1][25]。
- ネゴシックスと久保田和靖（とろサーモン）とは戦友である[26]。
- ネゴシックスのことは同期で同じピン芸人のためライバル視している[1]。
- 尊敬する先輩はバッファロー吾郎、お気に入りの後輩はジャルジャル[1]。
- バッファロー吾郎からの「君は面白い」との評価や、千鳥からの「ワシらはダウンタウンになるから、お前は明石家さんまさんみたいになれ」という言葉に勇気づけられながら、お笑いを続けてきた[27][28]。
- 兄が一人いる[1]。
- 母親は大阪NSC36期生ピン芸人のアケミ・シャイニングである。
- Mr. Childrenのファン。
- 2001年7月に作成された中山公認のプロフィールでは趣味に「ロック鑑賞」を挙げており、オススメのものは？との質問に「バンドでは、ゆらゆら帝国。あと黒沢清の映画。」と回答している。

## 芸風
漫談・あるあるネタ・一人コント・音響を使ったネタ・ホワイトボードを使ったネタ・フリップやスケッチブックを使っためくり芸ネタなど、守備範囲は広い。「受験対策」「50音漫談」「アルファベット漫談」「対義語」「類義語」「形容詞」「物の数え方」「言い換え辞典」「早口言葉」「せっかくだから」「年号」など多数あるフリップネタの一つである「対義語」のネタに代表される、ワードセンスを生かした言葉遊びを得意としている。
テレビで披露されたことのあるフリップネタには、「対義語」の他にも「早口言葉」などがあり、テレビで披露されたことのある漫談には、「一人マジカルバナナ」「一般人のモノマネ」などがある。『エンタの神様』（日本テレビ）で披露されたことのあるネタには、主に「DJモンブラン」「対義語」「時報」があり、
お笑い評論家のラリー遠田は、「中山功太という芸人の最大の持ち味は世の中に対する皮肉っぽい目線である。彼のネタ作りの根底には、世間をあざ笑うシニカルな批評眼が潜んでいる。」と分析し、「受け手側の意地悪な視点から切り取られた『あるあるネタ』は、彼にしかできないオンリーワンの芸風である。」とも評価している。
本人は「食いっぱぐれる事はないから好き勝手やっていく」とのことで、社会的に不適切な話題や表現を用いた（ブラックユーモア）が多いため、一般メディアに流れづらい。本人もそのことを自虐している。

## 主なネタ
時報の音に合わせて、「間もなく、○○をお知らせします。」という風に様々なシチュエーションに応じたセリフを、クリップボードを片手に、表情と身振り手振りを交えて、切り取ったシチュエーションを演じながら知らせる。オチはその時々で変わる。フリがツッコミ、オチがボケの役割をする。フリ及びオチ共に、セリフの長さによって、時報を軸とした各間隔の秒数の刻みの数が変わる。「エロ時報」も存在する。『R-1ぐらんぷり2009』優勝ネタ。2009年の『R-1ぐらんぷり』で審査員を務めた桂三枝（現・六代目桂文枝）は、大会後自身のブログで「中山さんはマイク前から動かずまっこう勝負にでました。ネタは日常性を独自の切り口で客席の共感を呼ぶ上質の笑いでありその構成は新鮮味があり新たな笑いの道を切り開いた感がありました。なによりも下げにメッセージ性がありました。」とコメントしている。
2021年、『芸人やめてぇな』という歌ネタをテレビやYouTubeで披露している。

## 出演

### テレビ番組
- なるトモ!（読売テレビ、2005年4月 - 2009年3月）金曜日
- 功太・ジャルジャルのとりあえずやってみます（NHK大阪、2008年2月23日）
- あほやねん!すきやねん!（NHK大阪、2008年3月31日 - 2010年3月4日）月曜日 - 木曜日MC
- マヨブラ流（読売テレビ、2008年4月5日 - 2009年3月21日）
- パチンコファイトTV（サンテレビ、2008年9月 - 2010年5月）
- 美女裁判〜恋愛裁判員制度〜（朝日放送、2008年11月12日 - 2009年9月30日）
- Music&Entertainment ガチカメ7（読売テレビ、2009年4月 - 2010年9月）
- マヨブラジオ（読売テレビ、2009年4月11日 - 2011年10月）
- 笑い飯・友近・功太のおもしろイズム（関西テレビ、2009年9月21日）
- しくじり先生 俺みたいになるな!!（テレビ朝日、2019年7月8日）
- 歌ネタゴングSHOW 爆笑!ターンテーブル（TBS、2020年10月 - 2021年5月）
- フリースタイルティーチャー（テレビ朝日、2021年・season7～9）
- ガッツ100%テレビ 〜笑いと愛が企業を救う〜（BSよしもと、2022年7月 - ) 週替わりMC

### WEB番組
- 中山功太の愛で世界を埋め尽くせ！（2012年4月 - 2018年6月 、YouTube）
- 囚人大喜利α (2017年4月 - 2017年10月、FRESH LIVE）
- 音楽バラエティ番組いいYouだな (2020年1月 - 2021年2月、YouTube）MC
- もう久保田が言うてるから仕方ないやん〆（2020年4月 - 、YouTube）「久保田が行く！」初回（やさぐれ男道編）- 第10弾
- OKOWAチャンネル (2020年5月 - 2022年8月、YouTube）
- 馬場園・功太のゴキゲンにっこりチャンネル（2020年8月 - 、YouTube）馬場園梓と中山のトークライブ配信
- 街録ch〜あなたの人生、教えて下さい〜（2021年6月、YouTube）
- 粗品のロケ（2024年8月、YouTube）

### ドラマ
- 素敵な夢を叶えましょう（毎日放送、2006年）- 越野万太郎 役
- すべて忘れてしまうから 第4話、最終話（テレビ東京、2023年）- 怪談師 役

### ラジオ
- とろサーモン久保田の冠ラジオ 枠買ってもらった（Shibuya Cross-FM、2021年10月 - ) ゲスト出演

### 映画
- 日常〜恋の声〜（2007年）
- YOSHIMOTO DIRECTOR'S 100 〜100人が映画撮りました〜「ボクとタケダくん」（2007年) 主演
- ＃放生津カンタータ(2020年) 京都国際映画祭2020
- 復讐代行人（2021年）- 組長 役[36]
- THIS MAN（2024年）[37]
- 嗤う蟲（2025年）[38]

### 舞台
- よる芝居4月公演「放課後アゲイン」（2009年4月4日 - 4月19日、京橋花月）主演[39]
- ビーフケーキ近藤貴嗣30分演劇公演「んから始まる言葉。」（2009年6月29日、baseよしもと）客演
- 吉本百年物語12月公演「日本全国、テレビで遊ぼ」（2012年12月7日 - 12月29日、なんばグランド花月）山田スタジアムとのダブルキャスト

## DVD
単独DVD
- 『オオサカファンタスティックベストコンサート』（よしもとアール・アンド・シー、2009年8月26日）
  - ※著作権の都合上、「DJモンブラン」のネタの使用曲が変更されている。

舞台
- 『放課後アゲイン』（よしもとアール・アンド・シー、2009年8月26日）

映画
- 『日常～恋の声～』（メディアファクトリー、2007年6月2日）

その他
- 『新風baseよしもと ネタトウタ2004』（よしもとアール・アンド・シー、2004年12月15日）
- 『バトルオワライヤル』（よしもとアール・アンド・シー、2005年5月25日）
- 『笑い飯・千鳥の大喜利ライブDVD』（よしもとアール・アンド・シー、2005年5月25日）
- 『キリリン!』（よしもとアール・アンド・シー、2006年1月25日）※副音声のみ
- 『R-1ぐらんぷり2006』（よしもとアール・アンド・シー、2006年7月26日）
- 『baseよしもと ネタトウタ2007』（よしもとアール・アンド・シー、2007年5月23日）
- 『メッセ弾「ある意味コワイ」爆笑トーク編』（よしもとアール・アンド・シー、2008年1月23日）
- 『R-1ぐらんぷり2008』（よしもとアール・アンド・シー、2008年9月24日）
- 『YOSHIMOTO PRESENTS LIVE STAND 08』（よしもとアール・アンド・シー、2008年10月8日）
- 『笑いの万博』（よしもとアール・アンド・シー、2008年12月24日）
- 『ダイナマイト関西2008』（よしもとアール・アンド・シー、2009年2月11日）
- 『八方・今田のよしもと楽屋ニュース2008 生で全部暴露しちゃいますSP DVDセレクション』（よしもとアール・アンド・シー、2009年3月18日）
- 『YOSHIMOTO PRESENTS LIVE STAND 08 OSAKA』（よしもとアール・アンド・シー、2009年3月28日）
- 『YOSHIMOTO PRESENTS LIVE STAND 09 ～ネタ祭り～ 史上最大のお笑い夏フェス ベストセレクション』（よしもとアール・アンド・シー、2009年10月21日）
- 『R-1ぐらんぷり2009』（よしもとアール・アンド・シー、2010年2月3日）
- 『ダイナマイト関西 ～バッファロー吾郎芸歴20周年記念大会～ 』（よしもとアール・アンド・シー、2010年3月10日）
- 『爆笑レッドカーペット ～克実より愛を込めて～ 』（よしもとアール・アンド・シー、2010年3月30日）
- 『ytv×YOSHIMOTO ワイワイオールナイトライブ！ ～にけつッ!!・マヨブラジオ・baseよしもと～ 』（よしもとアール・アンド・シー、2010年6月23日）
- 『R-1ぐらんぷり2010 DVDオリジナルセレクション 門外不出の爆笑ネタ集』（よしもとアール・アンド・シー、2010年10月6日）
- 『人志松本のすべらない話 ザ・ゴールデン5』（よしもとアール・アンド・シー、2010年12月24日）
- 『 オールザッツ漫才 20周年記念 永久保存大全集!! DVD-BOX』（よしもとアール・アンド・シー、2011年3月2日）
- 『人志松本の○○な話 誕生編 ～前期～ 』（よしもとアール・アンド・シー、2011年3月9日）
- 『ダイナマイト関西2010 first』（よしもとアール・アンド・シー、2011年3月16日）
- 『笑い飯・千鳥の大喜利ライブDVD2』（よしもとアール・アンド・シー、2012年3月7日）
- 『品川祐・27時間トークライブ8』（よしもとアール・アンド・シー、2012年4月11日）
- 『10thアニバーサリー R-1ぐらんぷり2012』（よしもとアール・アンド・シー、2012年9月19日）

## 書籍
単行本
- 中山功太ネタ全集（ワニブックス、2009年9月5日）

雑誌
- マンスリーよしもと 2009年5月号 NO.339 （よしもとクリエイティブ・エージェンシー、2009年5月1日）表紙・巻頭特集：中山功太責任編集 ナカヤマンスリーよしもこうた
- 全方位型お笑いマガジン コメ旬 COMEDY-JUNPO vol.1（キネマ旬報社、2011年4月21日）ロングインタビュー：元・R-1王者の苦悩
- Kotoba 2013年春号（集英社、2013年4月6日）連載「無名の名・芸人伝」：特集

## ライブ
2003年
- 09月20日 - 「シガレット アンド ラーメンスープ」（baseよしもと/大阪）
- 11月02日 - 「犯人まるわかり大事件」（baseよしもと/大阪）

2004年
- 01月23日 - 「無きにしも非ずんば虎児を得ず」（baseよしもと/大阪）
- 03月13日 - 「レディコールドナイトライダー」（baseよしもと/大阪）
- 05月07日 - 「井戸端」（baseよしもと/大阪）ソラシドとヘッドライトとのトークイベント
- 05月30日 - 「SUPER base DIVE」（baseよしもと/大阪）
- 07月23日 - 「砂漠の傘売りは唾液で喉を潤す」（baseよしもと/大阪）
- 08月13日 - 「トーク ア ライブ」（baseよしもと/大阪）
- 09月10日 - 「アバンギャルディングセンチメンタルパーティー」（baseよしもと/大阪）

2005年
- 02月09日 - 「魂之塊」（baseよしもと/大阪）
- 07月06日 - 「オオサカサイケデリックワンマンリサイタル」（baseよしもと/大阪）
- 10月15日 - 「ライク ア ボウリングスコア」（baseよしもと/大阪）
- 11月23日 - 「ビバ ラ ドーピングランナー」（baseよしもと/大阪）
- 12月07日 - 「スピーク ア ライブ」（baseよしもと/大阪）

2006年
- 02月27日 - 「シングルマッチ」（baseよしもと/大阪）向清太朗（天津）とのトークイベント
- 03月26日 - 「神の左ひじ 悪魔の右ひざ」（baseよしもと/大阪）
- 05月14日 - 「ドジッ娘萌えですね」 「パッと見窓ガラス」（baseよしもと/大阪）向清太朗（天津）とのトークイベント
- 05月23日 - 「ンガンガイラブ」（baseよしもと/大阪）
- 06月21日 - 「中山功太のbaseのイベント」（baseよしもと/大阪）ゲスト：友近
- 07月29日 - 「ピアノ イズ ギター」（baseよしもと/大阪）
- 08月19日 - 「押尾は逆マグロ」（baseよしもと/大阪）オールナイトトークベント
- 08月27日 - 「中山功太のbaseのイベント」（baseよしもと/大阪）ゲスト：ジャルジャル
- 09月23日 - 「盾で殴るかの如く」（baseよしもと/大阪）
- 10月24日 - 「中山功太のbaseのイベント」（baseよしもと/大阪）ゲスト：ユースケ（ダイアン）、岩部彰（ミサイルマン）
- 11月26日 - 「ファザーマザーアンドブラザーコンプレックス」（baseよしもと/大阪）
- 12月25日 - 「グランドマザーアンドグランドファザーコンプレックス」（baseよしもと/大阪）

2007年
- 01月25日 - 「中山功太のbaseのイベント」（baseよしもと/大阪）ゲスト：かまいたち、天竺鼠、金時、span!、銀シャリ
- 03月30日 - 「中山功太のbaseのイベント」（baseよしもと/大阪）
- 04月20日 - 「ヒリつく」（baseよしもと/大阪）津田篤宏（ダイアン）とのユニットイベント
- 05月19日 - 「中山功太のbaseのイベント」（baseよしもと/大阪）ゲスト：ベリー・ベリー、モンスターエンジン、暁、藤崎マーケット、大脇里村ゼミナール
- 06月09日 - 「拝啓・・・弟～見えますか？この拳～」（baseよしもと/大阪）ユースケ（ダイアン）、岩部彰（ミサイルマン）とのユニットイベント
- 07月23日 - 「中山功太のbaseのイベント」（baseよしもと/大阪）
- 08月11日 - 「パレット」 「子供が欲しい」（baseよしもと/大阪）向清太朗（天津）とのオールナイトトークイベント
- 10月27日 - 「中山功太のbaseのネタのイベント」（baseよしもと/大阪）
- 10月31日 - 「中山功太のbaseのイベント」（baseよしもと/大阪）ゲスト：フロントスローリー、スマイル、ジャルジャル、プラスマイナス、勝山梶
- 11月05日 - 「ヒリつく」（baseよしもと/大阪）津田篤宏（ダイアン）とのユニットに後藤淳平（ジャルジャル）が加わって行われたイベント
- 11月28日 - 「中山功太のbaseのネタのイベント」（baseよしもと/大阪）　

2008年
- 01月14日 - 「中山功太のbaseのネタのイベント」（baseよしもと/大阪）
- 03月01日 - 「ネバーエンディングダンスオンジアース」（baseよしもと/大阪）
- 04月02日 - 「中山功太のbaseのオールナイトイベント」（baseよしもと/大阪）
- 05月22日 - 「バスケットボールオーバーザレインボウ」（うめだ花月/大阪）
- 07月12日 - 「プレシャスナイト イン アーリーサマープリズム」（ワッハホール/大阪）
- 09月12日 - 「デンジャラスフラワー アンド ビューティフルマシンガン」（うめだ花月/大阪）
- 11月16日 - 「ジエンドオブインフィニティ タイプA」（無限大ホール/大阪）
- 12月16日 - 「ジエンドオブインフィニティ タイプB」（無限大ホール/大阪）

2009年
- 01月08日 - 「ジエンドオブインフィニティ タイプR」（無限大ホール/大阪）
- 03月29日 - 「フェイバリットタイム バイ フーリッシュラヴマスター」（京橋花月/大阪）
- 05月31日 - 「オオサカファンタスティックベストコンサート」（京橋花月/大阪）
- 06月06日 - 「銀シャリ橋本弾幕スペシャル『かしまし狼』第二弾」（baseよしもと/大阪）ゲスト出演
- 06月21日 - 「トーキョーファンタスティックベストコンサート」（ルミネtheよしもと/東京）
- 07月25日 - 「パンキッシュ ブリリアントギグ アラウンド グランシャトー」（京橋花月/大阪）
- 07月30日 - 「コウちゃんタケちゃんユウちゃん」（無限大ホール/大阪）林健（ギャロップ）、ユースケ（ダイアン）とのユニットイベント
- 08月15日 - 「中山功太のみのオールナイトイベント」（無限大ホール/大阪）
- 09月27日 - 「カモンキョウバシベイビーズ アイワナビーユアコメディアン」（京橋花月/大阪）
- 10月04日 - 「ギャラ争奪サバイバル～season5～」（無限大ホール/大阪)ゲスト：極悪連合、ギャロップ、ガリガリガリクソン、クロスバー直撃、学天即
- 11月26日 - 「リスタートオブインフィニティ シーズンワン」（無限大ホール/大阪）
- 12月23日 - 「リスタートオブインフィニティ シーズンツー」（無限大ホール/大阪）

2010年
- 01月02日 - 「JIMBOCHOトーク1月公演『暫定王者に毛が生えたようなモノ』」（神保町花月/東京）バッファロー吾郎A（バッファロー吾郎）とのトークイベント
- 01月29日 - 「リスタートオブインフィニティ シーズンファイナル」（無限大ホール/大阪）
- 03月17日 - 「ヤナギブソンさん、よろしくお願いします。」（無限大ホール/大阪）ゲスト：ザ・プラン9ヤナギブソン
- 03月30日 - 「グッバイパーフェクトオーディエンス サンキューフォーユアジャッジメント」（京橋花月/大阪）
- 06月12日 - 「ハローシンジュクマイフレンズ ウェルカムトゥマイロックショー」（新宿シアターブラッツ/東京）
- 08月19日 - 「シアターファイアーマイソウル キャントストップフォーリンブラッツ」（新宿シアターブラッツ/東京）
- 09月11日 - 「オールナイト ネイキッド ブルース」（新宿ネイキッドロフト/東京）オールナイトトークライブ
- 10月22日 - 「オールナイト ネイキッド ブルース vol.2」（新宿ネイキッドロフト/東京）オールナイトトークライブ
- 11月04日 - 「オールナイト ネイキッド ブルース vol.3」（新宿ネイキッドロフト/東京）オールナイトトークライブ
- 11月27日 - 「過去はいらない 未来もいらない 俺の現在の邪魔をするのさ」（渋谷公園通りシアターD/東京）
- 12月21日 - 「オールナイト ネイキッド ブルース vol.4」（新宿ネイキッドロフト/東京）オールナイトトークライブ

2011年
- 01月15日 - 「オールナイト ネイキッド ブルース vol.5」（新宿ネイキッドロフト/東京）オールナイトトークライブ
- 01月28日 - 「僕がR-1に出るんじゃない、R-1が僕に入って来る。」（新宿シアターブラッツ/東京）
- 02月25日 - 「オールナイト ネイキッド ブルース vol.6」（新宿ネイキッドロフト/東京）オールナイトトークライブ
- 04月03日 - 「ポップンキャッチーファニーラフラフショー」（渋谷公園通りシアターD/東京）
- 05月06日 - 「オールナイト ネイキッド ブルース vol.7」（新宿ネイキッドロフト/東京）オールナイトトークライブ
- 06月04日 - 「オールナイト ネイキッド ブルース vol.8」（新宿ネイキッドロフト/東京）オールナイトトークライブ
- 06月18日 - 「レディステディゴートゥザパラダイス」（渋谷公園通りシアターD/東京）
- 07月16日 - 「オールナイト ネイキッド ブルース vol.9」（新宿ネイキッドロフト/東京）オールナイトトークライブ
- 08月14日 - 「シャイニングシーズンインザサンライズビューティ」（渋谷公園通りシアターD/東京)
- 08月20日 - 「オールナイト ネイキッド ブルース vol.10」（新宿ネイキッドロフト/東京）オールナイトトークライブ
- 09月21日 - 「オールナイト ネイキッド ブルース vol.11」（新宿ネイキッドロフト/東京）オールナイトトークライブ
- 11月23日 - 「ピン芸人達と、愉快な中山功太」（5upよしもと/大阪）出演：斉藤紳士、おいでやす小田、ヒューマン中村、ハクション中西、守谷日和、バイク川崎バイク

2012年
- 05月11日 - 「オールナイト ネイキッド ブルース vol.12」（新宿ネイキッドロフト/東京）オールナイトトークライブ
- 07月13日 - 「オールナイト ネイキッド ブルース vol.13」（新宿ネイキッドロフト/東京）オールナイトトークライブ
- 09月21日 - 「オールナイト ネイキッド ブルース vol.14」（新宿ネイキッドロフト/東京）オールナイトトークライブ

2013年
- 01月24日 - 「tokyo shining」（新宿シアターPOO/東京）
- 06月28日 - 「tokyo shining second vibration」（新宿シアターPOO/東京）
- 07月26日 - 「all night shining」（新宿ネイキッドロフト/東京）オールナイトライブ
- 09月28日 - 「osaka shining」（道頓堀ZAZA HOUSE/大阪）
- 10月22日 - 「tokyo shining third relaxation」（ミニホール新宿Fu-/東京）
- 10月26日 - 「all night shining vol.002」（新宿ネイキッドロフト/東京）オールナイトライブ
- 12月26日 - 「tokyo shining fourth communication」（ミニホール新宿Fu-/東京）

2014年
- 02月08日 - 「tokyo shining best selection」（渋谷公園通りシアターD/東京）
- 08月12日 - 「西野亮廣×中山功太『喋りたい人』」（新宿ネイキッドロフト/東京）西野亮廣（キングコング）主催のトークライブ　ゲスト出演
- 10月25日 - 「オールナイト ネイキッド ブルース ファイナル」（新宿ネイキッドロフト/東京）オールナイトトークライブ
- 11月03日 - 「中山功太の大喜利やろうぜ！～会社員もフリーターも専業主婦も～」（ロフトプラスワン・ウエスト/大阪）
- 11月03日 - 「オオサカネイキッドブルース」（ロフトプラスワン・ウエスト/大阪）トークライブ
- 11月04日 - 「スカイダイバー スカイダイビング イン ザ スカイ」（道頓堀ZAZA HOUSE/大阪）
- 11月10日 - 「ナニワ男女の尽きないハナシ～この2人でラジオ番組狙ってます～」（新宿ネイキッドロフト/東京）馬場園梓（元アジアン）とのトークライブ

2015年
- 02月01日 - 「ナニワ三銃士 決勝直前ネタ仕上がりまくりライブ」（渋谷公園通りシアターD/東京）出演：とろサーモン
- 06月12日 - 「ヒューマン中村×中山功太『1on1』」（道頓堀ZAZA HOUSE/大阪）ヒューマン中村とのタイマンネタバトルライブ
- 06月26日 - 「なにわ芸人ピンネタ万博 in シアターD」（渋谷公園通りシアターD/東京）出演：アジアン馬場園、とろサーモン村田、中山功太、三浦マイルド
- 07月05日 - 「tokyo shining fifth real passion」（下北沢ろくでもない夜/東京）
- 08月27日 - 「all night summer songs 2015」（下北沢ろくでもない夜/東京）オールナイトライブ
- 11月28日 - 「ゴールドペイン アンド シルバーアスピレーション」（渋谷公園通りシアターD/東京）
- 11月23日 - 「オオサカネイキッドブルース」（ロフトプラスワン・ウエスト/大阪）トークライブ　ゲスト：ダイアン西澤
- 12月28日 - 「モノクロの虹は七色のブーツで渡れ」 「七色のブーツで辿り着くはモノクロの楽園」（道頓堀ZAZA HOUSE/大阪）

2016年
- 04月29日 - 「とろサ久保田・ネゴ・功太 トークライブ in MACARONIC」（MACARONIC/東京）とろサーモン久保田、ネゴシックスとのトークライブ
- 05月03日 - 「ヒューマン中村×中山功太『1on1～決戦編～』 『1on1～死闘編～』」（道頓堀ZAZA HOUSE/大阪）ヒューマン中村とのタイマンネタバトルライブ
- 06月11日 - 「六月の東京に煮えたぎる雨が降る」（渋谷公園通りシアターD/東京）
- 06月26日 - 「六月の大阪に凍てついた陽が昇る」（放送芸術学院専門学校/大阪）
- 06月27日 - 「ヘッドライト・トークライブ『ウラ』」（なんば白鯨/大阪）ヘッドライト主催のトークライブ　ゲスト出演

2017年
- 04月30日 - 「tokyo shining six self session」（ラスタ原宿/東京）
- 10月01日 - 「tokyo shining seventh raven heaven」（ラスタ原宿/東京）

2018年
- 06月03日 - 「肌色ルーヴィックキューヴ」（道頓堀ZAZA HOUSE/大阪）
- 09月09日 - 「シンプルプレーンゼゼゾゼズライブ」（新宿LEFKADA/東京）
- 12月08日 - 「shocking punk rotor tour 2018 in osaka」（道頓堀ZAZA HOUSE/大阪）
- 12月23日 - 「shocking punk rotor tour 2018 in tokyo」（ヨシモト∞ドームステージⅠ/東京）

2019年
- 09月07日 - 「vegee junkie meets the meats tour in tokyo」（ヨシモト∞ドームステージⅠ/東京）
- 09月29日 - 「vegee junkie meets the meats tour in osaka」（道頓堀ZAZA HOUSE/大阪）

2021年
- 12月05日 - 「crush the rent-a-car tour tokyo crush」 （ヨシモト∞ドームステージⅠ/東京）
- 12月11日 - 「crush the rent-a-car tour osaka repair」（道頓堀ZAZA HOUSE/大阪）

2022年
- 04月10日 - 「ピンデビュー20周年記念特別公演 中山功太 vol.1」（LOFT9 Shibuya/東京）
- 06月12日 - 「ピンデビュー20周年記念特別公演 中山功太 vol.2」（LOFT9 Shibuya/東京）ゲスト：ダイアン・ユースケ
- 08月14日 - 「ピンデビュー20周年記念特別公演 中山功太 vol.3」（LOFT9 Shibuya/東京）ゲスト：Aマッソ
- 10月10日 - 「ピンデビュー20周年記念特別公演 中山功太 vol.4」（LOFT9 Shibuya/東京）ゲスト：霜降り明星・粗品
- 12月10日 - 「nodeless code except the armor tour tokyo」（ヨシモト∞ホール/東京）
- 12月11日 - 「ピンデビュー20周年記念特別公演 中山功太 vol.5」（LOFT9 Shibuya/東京）ゲスト：チャンス大城
- 12月15日 - 「nodeless code except the armor tour osaka」（道頓堀ZAZA HOUSE/大阪）

2023年
- 03月19日 - 「中山功太 vol.6」（LOFT9 Shibuya/東京）ゲスト：きしたかの
- 07月09日 - 「劇場版 中山功太のYouTube」（ヨシモト∞ドームステージⅠ/東京）
- 07月15日 - 「劇場版 中山功太のYouTube in 大阪」（ロフトプラスワンウエスト/大阪）
- 10月25日 - 「劇場版 中山功太のYouTube in 大阪 vol.2」（ロフトプラスワンウエスト/大阪）

2024年
- 01月13日 - 「big shoulder like a tokyo building」（ヨシモト∞ホール/東京）
- 01月28日 - 「big shoulder like a osaka building」（YES THEATER/大阪）
- 03月23日 - 「last rust lust 1st」（ヨシモト∞ドームステージⅡ/東京）
- 04月21日 - 「last rust lust 2nd」（ヨシモト∞ドームステージⅡ/東京）
- 05月25日 - 「last rust lust 3rd」（ヨシモト∞ドームステージⅠ/東京）
- 06月30日 - 「last rust lust 4th」（ヨシモト∞ドームステージⅠ/東京）
- 07月21日 - 「last rust lust 5th」（ヨシモト∞ドームステージⅠ/東京）
- 08月25日 - 「last rust lust 6th」（ヨシモト∞ドームステージⅠ/東京）
- 09月22日 - 「last rust lust 7th」（ヨシモト∞ドームステージⅠ/東京）
- 10月14日 - 「last rust lust 8th」（ヨシモト∞ドームステージⅠ/東京）
- 11月09日 - 「last rust lust 9th」（ヨシモト∞ドームステージⅠ/東京）
- 12月08日 - 「last rust lust tokyo boost」（ヨシモト∞ドームステージⅠ/東京）
- 12月30日 - 「last rust lust osaka boost」（新世界ZAZA HOUSE/大阪）

2025年
- 07月30日 - 「劇場版 中山功太のYouTube in 大阪」（ロフトプラスワンウエスト/大阪）
- 08月03日 - 「last rust lust 10th」（よしもと幕張イオンモール劇場/千葉）

### ユニットライブ  (定期・不定期)
- 「同（おな）」（2004年1月26日・4月9日・6月5日・8月23日）
同期のNON STYLE、ダイアン、ミサイルマン、ネゴシックスとのイベント
- 「スーパー千鳥パーティー」
千鳥、山里亮太（南海キャンディーズ）、ダイアン、ネゴシックス、とろサーモンとのイベント（千鳥・大悟が結成している「大悟組」のメンバーで行われるイベント）
- 「口数の多い男たち」
span!水本、銀シャリ橋本とのトークライブ
- 「わやくそ TALK LIVE シャー」
ネゴシックスとのオールナイトトークライブ（とろサーモン久保田も含めた3人の回も数回あり）
- 「やさぐれ芸人会」
とろサーモン久保田、ネゴシックスとのトークライブ（2014年1月30日放送『アメトーーク!』（テレビ朝日）の「ギスギスしてるけどキングコング同期芸人」内で放送された「やさぐれ同期座談会」のメンバーで行われたイベント）
- 「功太とぴんく」(2018年6月より)
街裏ぴんくとの２マントークライブ 　ネイキッドロフト、新宿道楽亭